# The Time That Remains
The Time That Remains (en árabe: الزمن الباقي, en español: El tiempo que queda), de título completo The Times That Remains: Chronicle of a Present Absentee (El tiempo que queda: crónica de un ausente presente),  es una película de 2009 del director palestino Elia Suleiman.

## Sinopsis
En cuatro episodios históricos la película relata de manera semiautobiográfica la vida de la familia de Elia Suleiman en Nazaret desde 1948 hasta el siglo XXI. El guion se basa en los diarios de su padre desde la rendición de Nazaret en la guerra árabe-israelí de 1948, en las cartas que su madre enviaba a sus familiares que tuvieron que dejar el país y en los recuerdos del propio director. A través de esta historia familiar, el director intenta retratar la vida de los palestinos que se convirtieron en árabes israelíes tras decidir quedarse en su país.

## Sobre la película
Es la tercera parte de una trilogía cuyos filmes anteriores son Chronicle of a Disappearance (1996) y Divine Intervention (2002). La película se compone de cinco episodios de unos 20 minutos cada uno, separados por un simple fundido a negro, en los que Suleiman evita dar fechas así como referencias históricas claras a los acontecimientos políticos que subyacen el relato, si bien son fácilmente reconocibles. El enfoque se ciñe a la historia de una familia y de sus vecinos en un barrio árabe de Nazaret, retratados con una ironía y un humor a menudo comparados con los de Jacques Tati y Buster Keaton, y con escasos diálogos –el personaje interpretado por Suleiman no habla nunca—.

## Reparto
- Saleh Bakri - Fuad
- Yasmine Haj - Nadia
- Leila Muammar - Thuraya
- Elia Suleiman - Elia

## Equipo artístico
- Elia Suleiman - Director y guionista
- Marc-André Batigne - Director de fotografía
- Sharif Waked - Director artístico
- Véronique Lange - Montaje
- Pierre Mertens, Christian Monheim - Sonido
- Yasmine Hamdan - Música

## Festivales y premios
La película fue presentada en la selección oficial del Festival de Cannes 2009 y fue nominada para la Palma de oro. Ese mismo año fue premiada con el Gran Premio del Jurado de los Asia Pacific Screen Awards (APSA) en Brisbane (Australia), y Elia Suleiman recibió el Premio ACCA del Jurado y el premio al Mejor Director en el Festival Internacional de Cine de Mar del Plata (Argentina). En 2010, fue premiado con el Alhambra de Plata al Mejor director y la película con el Premio del Público a la Mejor Película en el Festival de Granada Cines del Sur 2010.